# Bonnevaux-le-Prieuré
Bonnevaux-le-Prieuré és un municipi francès situat al departament del Doubs i a la regió de Borgonya - Franc Comtat. L'any 2007 tenia 109 habitants.

## Demografia

### Població
El 2007 la població de fet de Bonnevaux-le-Prieuré era de 109 persones. Hi havia 44 famílies de les quals 12 eren unipersonals (12 homes vivint sols), 20 parelles sense fills i 12 parelles amb fills.
La població ha evolucionat segons el següent gràfic:
Habitants censats

### Habitatges
El 2007 hi havia 56 habitatges, 43 eren l'habitatge principal de la família, 7 eren segones residències i 6 estaven desocupats. 40 eren cases i 16 eren apartaments. Dels 43 habitatges principals, 33 estaven ocupats pels seus propietaris i 10 estaven llogats i ocupats pels llogaters; 2 tenien dues cambres, 7 en tenien tres, 8 en tenien quatre i 27 en tenien cinc o més. 39 habitatges disposaven pel capbaix d'una plaça de pàrquing. A 19 habitatges hi havia un automòbil i a 24 n'hi havia dos o més.

### Piràmide de població
La piràmide de població per edats i sexe el 2009 era:
| Homes | Edats   | Dones |
| ----- | ------- | ----- |
| 0     | 95 o +  | 0     |
| 0     | 90 a 94 | 0     |
| 0     | 85 a 89 | 0     |
| 0     | 80 a 84 | 0     |
| 0     | 75 a 79 | 4     |
| 0     | 70 a 74 | 0     |
| 0     | 65 a 69 | 0     |
| 0     | 60 a 64 | 0     |
| 8     | 55 a 59 | 4     |
| 8     | 50 a 54 | 8     |
| 0     | 45 a 49 | 0     |
| 0     | 40 a 44 | 0     |
| 4     | 35 a 39 | 4     |
| 4     | 30 a 34 | 4     |
| 0     | 25 a 29 | 4     |
| 4     | 20 a 24 | 0     |
| 0     | 15 a 19 | 0     |
| 0     | 10 a 14 | 0     |
| 0     | 5 a 9   | 4     |
| 0     | 0 a 4   | 4     |

## Economia
El 2007 la població en edat de treballar era de 81 persones, 57 eren actives i 24 eren inactives. De les 57 persones actives 55 estaven ocupades (32 homes i 23 dones) i 2 estaven aturades (2 dones i 2 dones). De les 24 persones inactives 9 estaven jubilades, 7 estaven estudiant i 8 estaven classificades com a «altres inactius».
Activitats econòmiques
L'únic establiment que hi havia el 2007 era d'una empresa de construcció.
Dels 2 establiments de servei als particulars que hi havia el 2009, 1 era un guixaire pintor i 1 lampisteria.
L'any 2000 a Bonnevaux-le-Prieuré hi havia 6 explotacions agrícoles.

## Poblacions més properes
El següent diagrama mostra les poblacions més properes.